# Estadio Municipal Eugenio Castro González
El estadio municipal Eugenio Castro González —conocido también como estadio municipal de El Quisco— es un recinto deportivo ubicado en la comuna homónima, en la Región de Valparaíso. Es propiedad de la Ilustre Municipalidad de El Quisco y su aforo es de 2000 espectadores.

## Localía
- Club Marítimo 1938
  - El cual es el más antiguo de la comuna balneario.[2]
- San Antonio Unido
  - Lo ocupa desde el 2013 para jugar la Segunda División Profesional.[3]
- Jireh Fútbol Club
  - Desde mayo de 2016, decide jugar de local en El Quisco, en el torneo de Tercera B.